# Cinygma
Genre
Cinygma est un genre d'éphéméroptères de la famille des heptagéniidés.

## Liste d'espèces
Selon ITIS :
- Cinygma dimicki McDunnough, 1934
- Cinygma integrum Eaton, 1885
- Cinygma lyriforme (McDunnough, 1924)